# Conrad III de Borgonya
Conrad III de Borgonya, anomenat Conrad el Pacífic (vers 925 - 19 d'octubre del 993) fou rei d'Arles (unió de la Borgonya Transjurana amb la Borgonya Cisjurana i Provença) del 937 a la seva mort el 993.
Era membre de l'Antiga Casa de Welf i fill de Rodolf II de Borgonya. Es va casar en primeres noces amb Adela amb la que va tenir a: 
- Gisela (955/60-21 de juliol de 1007) esposa d'Enric el Barallós, duc de Baviera.

En segones noces es va casar amb Matilde de Borgonya (943-27 de gener de 992), filla del rei Lluís IV de França de la que va tenir a:
- Berta de Borgonya (964 - 1010), casada en primeres noces amb el comte Eudes I de Blois, i en segones amb el rei Robert II de França el Pietós
- Gerberga (965-1018)
- Matilde (975-?)
- Rodolf III (mort el 1032), rei d'Arle

D'una amant de nom Aldiuda va tenir a:
- Burcard II, arquebisbe de Lió (978-1033).

Va heretar el regne a la mort del seu pare 937, quan encara era molt jove per regnar. Llavors Hug d'Arle, rei d'Itàlia, va intentar apoderar del regne (conegut com a Regne de les Dues Borgonyes perquè s'havia format de la unió dels dos regnes de Borgonya, el de Transjurana i el Cisjurana/Provença) i unir-lo al seu propi regne d'Itàlia. La vídua de Rodolf II de Borgonya, Berta de Suàbia, fou forçada a casar-se amb Hug enllaç celebrat el 12 de desembre del 937; al mateix temps va casar al seu fill Lotari d'Arle (després Lotari II d'Itàlia) amb Adelaida de Borgonya, la germana del jove hereu Conrad, assolint la regència d'aquest darrer fins que arribés a l'edat. Però Otó I de Germània es va oposar a aquestos plans i el 938 va anar a Borgonya i va obligar a Hug d'Arle a retornar a Itàlia. Llavors va fer coronar rei al jove Conrad i el va instal·lar a la seva cort a Alemanya, casant-lo amb Matilde de França filla de la seva germana Gerberga de Saxònia (esposa de Lluís IV de França). Otó pel seu costat es va casar uns anys després amb Adelaida de Borgonya, la germana de Conrad III, que li va aportar com a dot els seus drets a Itàlia, com a vídua de Lotari II d'Itàlia (Lotari d'Arles) el fill d'Hug d'Arle, que havia estat rei d'Itàlia (945-950).
Conrad III va participar en les expedicions d'Otó a Frància Occidental i a Itàlia. Otó protegia a Conrad a fi i efecte de tenir un suport al sud de l'imperi i assegurar Itàlia, on havia estat proclamat rei. A canvi del suport de Conrat el va protegir de les ambicions del rei Lluís IV de França, el seu sogre, que aspirava a incorporar el regne d'Arle.
Conrad no tenia la força per imposar-se però mercès al suport d'Otó, Hug d'Arle va haver de reconèixer la seva supremacia quan va retornar a les seves possessions de Provença el 945. Conrad també va imposar la seva supremacia sobre les seus episcopals, especialment Viena, Lió i Arle. La capital fou traslladada a Viena del Delfinat el que indicaria que el Vienès que segurament havia estat un temps sota domini de França (vers 930-960), havia tornat al regne.
Al final del seu regnat es va haver d'enfrontar amb Guillem I de Provença l'Alliberador, comte de Provença a Arle vers el 969, i al comte Otó Guillem de Borgonya. Els dos es van emancipar de fet de la seva sobirania.